# Lý Quảng Lợi
Lý Quảng Lợi (phồn thể: 李廣利, giản thể: 李广利, ? - 88 TCN) người Trung Sơn , ngoại thích, tướng lĩnh nhà Tây Hán.

## Cuộc đời

### Viễn chinh Đại Uyển, lao sư động chúng
Lý Quảng Lợi là anh em với sủng cơ Lý phu nhân, sủng thần Lý Diên Niên của Hán Vũ đế, cậu của Xương Ấp Ai vương Lưu Bác. Ông vốn là 1 tên du thủ du thực không có nghề nghiệp gì.
Hán Vũ đế nghe nói nước Đại Uyển có giống ngựa tốt gọi là Hãn Huyết mã, sai sứ đi hỏi mua. Nhưng quốc vương Vô Quả cậy mình ở nơi xa xôi, tỏ ra ngạo mạn; còn sứ giả Xa Lệnh cậy mình đến từ nước lớn, nhân căm tức mà có hành vi vô lễ. Xa Lệnh bị giết, tài vật đều bị cướp sạch. Sau khi Lý phu nhân qua đời, Hán Vũ đế muốn ban chức tước cho Lý Quảng Lợi, nhưng ông chưa có công lao gì. Nhân cơ hội này, vào năm Thái Sơ đầu tiên (104 TCN), Hán Vũ đế phong Lý Quảng Lợi làm Nhị Sư tướng quân, soái 6000 kỵ binh, mấy vạn bộ binh tấn công vương đô Nhị Sư của nước Đại Uyển, hòng giành lấy ngựa Hãn Huyết.
Nhưng đường sá xa xôi, núi non hiểm trở, sa mạc rộng lớn, các nước nhỏ đều đóng chặt cửa thành không chịu cung ứng. Quân Hán hạ được một số, nhưng vẫn không tìm đủ lương thực, người ngựa đều bị đói kém, sĩ tốt chết đói hoặc bỏ trốn đến 6, 7 phần 10. Lý Quảng Lợi tấn công thành Úc Thành của Đại Uyển không thành công, nản lòng nên rút về Đôn Hoàng. Lần này đi về mất 2 năm. Hán Vũ đế nghe tin nổi giận, hạ lệnh tướng sĩ ai bước vào Nhạn Môn quan sẽ bị chém đầu. Lý Quảng Lợi hết cách, đành phải ở lại Đôn Hoàng.
Năm Thái Sơ thứ 3 (102 TCN), Hán Vũ đế giao cho Lý Quảng Lợi 6 vạn quân, còn có 6 vạn con bò, 3 vạn thớt ngựa, mấy vạn lừa và lạc đà, một số lượng lớn dân phu, hàng vạn cỗ xe quân nhu, cờ xí kéo dài đên mấy ngàn dặm, chấn động thiên hạ. Ngoài ra còn có 18 vạn giáp sĩ ở Trương Dịch, Tửu Tuyền làm hậu viện. Lần này quân Hán lương thực sung túc, vũ khí sắc bén, đi đến đâu cũng được tiếp đón long trọng.
Lý Quảng Lợi dễ dàng công phá thành Úc Thành, rồi chiếm được thành ngoài thành Nhị Sư, cắt đứt nguồn nước, vây khốn thành trong hơn 40 ngày. Quý tộc Đại Uyển khiếp sợ, bèn giết chết quốc vương Vô Quả, xin dâng đầu của Vô Quả và bảo mã để cầu hòa. Ông cho rằng thành trong kiên cố, lương thực đầy đủ; còn quân Hán thì đã mỏi mệt, mục đích giành lấy bảo mã đã đạt được; thêm nữa nước láng giềng Khang Cư là thù địch của nhà Hán luôn chờ cơ hội tập kích, nên quyết định nhận lời.
Lý Quảng Lợi chọn lấy mấy chục thớt ngựa thượng đẳng, hơn 3000 thớt ngựa trung đẳng, lập 1 người có quá khứ thân cận với nhà Hán là Muội Thái Vi làm quốc vương, rồi khải hoàn ban sư. Hán Vũ đế rất cao hứng, phong Lý Quảng Lợi làm Hải Tây hầu.

### Chinh phạt Hung Nô, thân bại danh liệt
Năm Chinh Hòa thứ 3 (90 TCN), quân Hung Nô xâm phạm Ngũ Nguyên, Tửu Tuyền, quân Hán ra đánh đều thất bại, các viên đô úy tử trận. Hán Vũ đế mệnh cho Lý Quảng Lợi đưa quân xuất kích.
Vào lúc Lý Quảng Lợi lên đường, thừa tướng Lưu Khuất Ly (hoặc Lưu Khuất Mao) đưa tiễn. 2 người vốn có quan hệ thân gia, khi ấy thái tử Lưu Cứ đã tự sát, mà vẫn chưa có thái tử mới, vì vậy Lý Quảng Lợi muốn con của Lý phu nhân là Xương Ấp vương Lưu Bác được lập; còn Lưu Khuất Li là cháu của Vũ đế, rất được tín nhiệm. Lý Quảng Lợi bèn nói Lưu Khuất Ly: "Mong quân hầu sớm xin lập Xương Ấp vương làm Thái tử. Nếu (Xương Ấp vương) được lập làm hoàng đế, quân hầu còn lo gì không giữ được tướng vị lâu dài!?", Khuất Ly nhận lời.
Lý Quảng Lợi soái lĩnh 7 vạn quân từ Ngũ Nguyên xuất phát, ngoài ra còn có Ngự sử đại phu Thương Khâu Thành soái lĩnh 3 vạn quân từ Tây Hà, Mã Thông soái lĩnh 4 vạn kỵ binh từ Tửu Tuyền, theo 2 hướng đông tây hỗ trợ Lý Quảng Lợi.
Trưởng Thiền vu Hồ Lộc Cô của Hung Nô nghe tin, bèn đem quân nhu rút về men sông Chất Cư  che giấu, an trí mọi người ở bờ bắc sông Dư Ngô . Bản thân Thiền vu soái lĩnh tinh binh bày trận ở sông Cô Thả  để đợi. Lý Quảng Lợi đưa đại quân tiến vào đất Hung Nô, đưa 2000 quân đi trước đánh bại 5000 quân Hung Nô. Quân Hán thừa thắng truy kích, đến thẳng thành Phạm Phu Nhân.
Chính vào lúc này, Lưu Khuất Ly liên quan đến cái Họa đồng cốt (chữ Hán: 巫蛊之祸, Vu cổ chi họa) nên bị xử chém ngang lưng, vợ con bị chém đầu ở Hoa Dương nhai. Đồng thời có người còn tố giác Khuất Ly – Quảng Lợi cầu đảo mong cho Vũ đế mau chết, để Xương Ấp vương lên ngôi, nên vợ con của ông bị tống giam. Lý Quảng Lợi muốn lấy công chuộc tội, liều lĩnh đưa quân vào sâu đất Hung Nô, tiến thẳng đến sông Chất Cư. Lúc này quân Hung Nô đã rút đi, 2000 quân Hán làm tiên phong đánh bại quân đội của Hung Nô Tả Hiền vương, giết chết Tả Hiền vương và rất nhiều người Hung Nô.
Nhận ra ý định sai lầm của chủ tướng, nội bộ quân Hán nổi loạn. Lý Quảng Lợi mạnh tay trấn áp, rồi đưa quân về núi Yên Nhiên , phía nam sông Chất Cư hạ trại, nhằm ổn định quân tâm. Người Hung Nô nhân đối phương không phòng bị, trong đêm tối đào một cái hào sâu đến vài thước ở trước doanh trại quân Hán. Đến khi trời sáng, quân Hung Nô đột ngột tập kích phía sau quân Hán. Quân Hán phát hiện trước sau không còn đường, lại sẵn thân thể mỏi mệt, lòng dạ rối bời, nên rất nhanh chịu thảm bại. Lý Quảng Lợi hết cách, đành đầu hàng Hung Nô. Tin tức truyền về kinh thành, Hán Vũ đế đem giết cả họ của Lý Quảng Lợi.

## Cái chết
Người Hung Nô là Vệ Luật, lớn lên ở đất Hán, từng được Lý Duyên Niên tiến cử với Vũ đế, cho đi sứ Hung Nô. Vì cái vạ bùa yểm, Lý Duyên Niên bị bắt, Vệ Luật sợ liên lụy, bèn đầu hàng Hung Nô.
Sau khi Lý Quảng Lợi đầu hàng, được tôn kính sủng ái hơn hẳn, nên Vệ Luật đâm ra ganh ghét, tìm cách hãm hại. nhân mẹ của Thiền vu bị bệnh, Vệ Luật bèn mua chuộc thầy mo, để thầy mo nói rằng bệnh này là do Thiền vu đời trước nổi giận gây ra: vì Thiền vu đời trước từng thề sẽ phát binh đánh Hán, bắt Nhị Sư tướng quân Lý Quảng Lợi đem về tế thần; nay Lý Quảng Lợi đang ở Hung Nô, sao không giết đi để tế thần?
Thiền vu tin là thật, bèn giết chết Lý Quảng Lợi. Vào lúc bị giết, Lý Quảng Lợi gào to lên rằng: "Ta có chết cũng tiêu diệt Hung Nô."